# Gotteslob

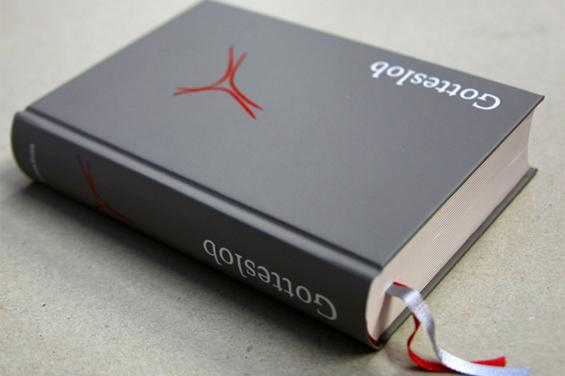
Gotteslob 2013

Gotteslob ist das gemeinsame Gebet- und Gesangbuch der römisch-katholischen Bistümer in Deutschland, Österreich, Südtirol sowie in der Deutschsprachigen Gemeinschaft Belgiens. Es wurde zwischen dem 1. Dezember 2013, dem 1. Adventssonntag, und Juli 2014 zum Gebrauch eingeführt und löste das 1975 erschienene Gebet- und Gesangbuch ab, das ebenfalls Gotteslob hieß.
Das Buch hatte eine Erstauflage von 3,6 Millionen Exemplaren. Siebzehn Verlage, entsprechend den Bistümern, waren daran beteiligt. Für das Druckunternehmen C. H. Beck in Nördlingen war das Gotteslob der größte Druckauftrag in der Geschichte des Unternehmens.
Gotteslob wird von den Bischöfen Deutschlands, Österreichs und dem Bischof von Bozen-Brixen herausgegeben. Es wurde auch im Erzbistum Luxemburg und im belgischen Bistum Lüttich für die deutschsprachigen Gemeinden eingeführt, nicht jedoch in Liechtenstein und in der Schweiz. Für den Bereich der Schweiz gibt es das Katholische Gesangbuch der deutschsprachigen Schweiz (1998). Im Fürstentum Liechtenstein ist das Gotteslob (mit dem österreichischen Regionalteil) in mehreren Gemeinden im Gebrauch.

## Inhalt im Stammteil
Das Gotteslob besteht aus zwei Teilen. Der erste Teil ist der Stammteil, der für alle Diözesen gleich ist (Nr. 1 bis Nr. 684). Der zweite Teil enthält Sondergut und ist für die einzelnen Diözesen bzw. Regionen unterschiedlich. Der Stammteil ist in drei Hauptteile untergliedert:

### I. Geistliche Impulse für das tägliche Leben
Das neue Gotteslob soll nicht nur als Liturgie-, sondern auch als „Hausbuch“ dienen. Gottes Wort hören (Nr. 1) enthält Anregungen zum Umgang mit der Heiligen Schrift im persönlichen und gemeinschaftlichen Bibellesen. Im Gebet antworten (Nr. 2–22) ist eine Sammlung von Grundgebeten und Gebeten aus verschiedenen Epochen. Hier sind Gebete in verschiedenen Anliegen, auch in den Anliegen der Kirche, aufgenommen. Im Teil In der Familie feiern (Nr. 23–28) finden sich Anregungen zu häuslichen Feiern, etwa Segnung des Adventskranzes, Feier am Heiligen Abend bis zum Hausgebet für Verstorbene. Den Glauben leben (Nr. 29) schließt den ersten Teil ab.

### II. Psalmen, Gesänge und Litaneien
Ins Gotteslob wurden 68 der 150 Psalmen aufgenommen, durchgängig zum Singen eingerichtet und mit einer Antiphon. Die meisten enthält der Teil Psalmen (Nr. 30–80), weitere der Abschnitt „Tagzeitenliturgie“ (ab Nr. 613).
Der Abschnitt Gesänge (Nr. 81–554) gliedert sich in Tag mit Liedern und Kanons für die verschiedenen Tagzeiten und Tischgebete; ferner Woche mit mehreren lateinischen und deutschen Messordinarien und zahlreichen Messgesängen (Nr. 104–216). Der Ordo missae findet sich hingegen in Teil III (Nr. 582–592). Nach einer Einführung in das Kirchenjahr (Nr. 217) folgen im Teil Jahr Gesänge für die verschiedenen Festkreise und den Jahreskreis, und zwar Lieder aus allen Epochen wie auch kurze Antiphonen oder Liedrufe für den Gebrauch in der Messfeier und der Wort-Gottes-Feier. Unter der Überschrift Leben schließen sich Kirchenlieder der Rubriken Leben in Gott; Lob, Dank und Anbetung; Vertrauen und Trost; Bitte und Klage; Glaube, Hoffnung, Liebe; Wort Gottes; Segen; Leben in der Welt – Sendung und Nachfolge; Schöpfung; Gerechtigkeit und Frieden; Kirche – Ökumene, Lieder zu den Sakramenten sowie Tod und Vollendung, ferner Maria, Heilige und abschließend Die himmlische Stadt an (bis Nr. 554).
Die 14 Litaneien und litaneiartigen Gesänge (Nr. 556–569) umfassen unter anderem die Allerheiligenlitanei und die Litanei von der Gegenwart Gottes von Huub Oosterhuis.
Seit Einführung der revidierten Einheitsübersetzung im Advent 2018 bestehen für einige Psalmen zwei unterschiedliche Textfassungen: zum einen jene aus der neuen Übersetzung, die in den neuen liturgischen Büchern verwendet wird, zum anderen jene aus dem Gotteslob, das die Texte der Einheitsübersetzung von 1980 verwendet.

### III. Gottesdienstliche Feiern
Die Feier der Sakramente (Nr. 570–604) bietet den Ablauf der Feier der Sakramente, mit Ausnahme des Weihesakraments, zu dem es nur einen erklärenden Text gibt (Nr. 603). Die Darstellung der heiligen Messe beschränkt sich auf den Ablauf der Gemeindemesse (Nr. 581–591) mit dem zweiten Hochgebet und kurze Hinweise zur eucharistischen Anbetung und zum sakramentalen Segen (Nr. 592). Beim Bußsakrament (Nr. 593–601) finden sich zusätzlich ein Beichtspiegel sowie die Feier eines Bußgottesdienstes. Die Feier der Krankensalbung wird ergänzt durch Hinweise zum Krankensegen, zur Krankenkommunion und zur Wegzehrung (Nr. 602).
Der Abschnitt Die Feier der Sakramentalien (Nr. 605–612) enthält eine Beauftragungsfeier für einen Dienst in der Kirche, einen erläuternden Text zum Leben nach den evangelischen Räten und zur Jungfrauenweihe und Texte und Riten im Angesicht des Todes: Sterbegebete, Totenwache, Kirchliche Begräbnisfeier und Totengedenken in der Gemeinde.
Der Abschnitt Die Tagzeitenliturgie (Nr. 613–667) bietet ausgeführte und zum Singen eingerichtete Formulare für Teile des Offiziums: Laudes und Vesper, jeweils für verschiedene Festzeiten und Anlässe, ferner eine Statio während des Tages und die Komplet.
Zur Wort-Gottes-Feier ist der Ablauf unter Nr. 668–671 zu finden. Elemente für Andachten (Nr. 672–684) gibt es für verschiedene Anlässe (Nr. 672–682). Den Abschluss bildet eine Kreuzwegandacht (Nr. 683–684).

### Register
Mehrere Register vervollständigen das Gotteslob: zu Beginn ein Abkürzungsverzeichnis sowie ein Stichwortregister mit dem Titel Was bedeutet…? Hier wird auf die im Gotteslob enthaltenen Erläuterungen religiöser und liturgischer Begriffe verwiesen. Am Ende des Buches stehen ein alphabetisches Verzeichnis der Gesänge, Verzeichnisse biblischer Gesänge und biblischer Texte und eine Liste der Rechte an den veröffentlichten Texten. Biographische Angaben zu den Dichtern und Komponisten wie in vielen Regionalausgaben des Evangelischen Gesangbuchs sind nicht enthalten.

## Ausgaben

### Diözesan- und Regionalausgaben
Das Gotteslob enthält im Anschluss an den Stammteil ab Nr. 700 diözesane Eigenteile mit Sondergut an Liedern und Gebeten, das regionalen Traditionen und Gewohnheiten Rechnung trägt. Einige Diözesen haben sich zu gemeinsamen Ausgaben entschlossen, so dass nicht jede Diözese eine eigene Ausgabe hat. Insgesamt gibt es 24 unterschiedliche Eigenteile für die 38 Diözesen.
- Norddeutschland: Die Diözesen der Norddeutschen Kirchenprovinz (Hamburg, Hildesheim und Osnabrück) haben einen einheitlichen Eigenteil.
- Ostdeutschland: Die Bistümer Berlin, Dresden-Meißen, Erfurt, Görlitz und Magdeburg haben einen gemeinsamen Regionalteil. Er bietet unter den Nummern 700 bis 883 ausschließlich Lieder, u. a. 18 Messgesänge, 15 Marienlieder und 15 Lieder zu einzelnen regionalen Seligen und Heiligen. Am Schluss finden sich ein Heiligen- und Namenstagskalender und ein Verzeichnis der Heiligen unserer Heimat.
- Bistum Aachen: Der Eigenteil von Aachen ist in Zusammenarbeit mit dem Bistum Lüttich entstanden.[5] Er umfasst die Nummern 700 bis 847 und ist mit weniger als 200 Seiten einer der kleinsten. Er enthält u. a. 124 Gesänge und Informationen über Glaubenszeugen aus der NS-Zeit.
- Bistum Augsburg
- Erzbistum Bamberg: Der Bamberger Eigenteil umfasst die Nummern 700 bis 915. Die Rubriken sind: Geschichte des Erzbistums, Unsere Diözesanheiligen, Gebete und Andachten sowie Gesänge, die geordnet sind in TAG (713–716), WOCHE (717–757) JAHR (758–801), LEBEN (802–915). Im Anhang sind die Bamberger Regionalgesänge vertreten, sowie mehrere Gesänge, die aus dem ehemaligen Stammteil gestrichen wurden. Das Neue Geistliche Lied hat einen größeren Anteil als im alten Anhang. Hier sind besonders Gesänge von Alois Albrecht und der Bamberger Werkstatt für Neues Geistliches Lied vertreten. Im Bamberger Anhang sind, anders als im Stammteil, an freien Stellen keine Grafiken, sondern in kursiv rot kurze Gebete und Texte abgedruckt.
- Bistum Eichstätt
- Bistum Essen
- Freiburg und Rottenburg-Stuttgart: Es gibt einen identischen Regionalteil für die baden-württembergischen Bistümer, jedoch werden die Ausgaben für die beiden Bistümer als eigenständige Ausgaben gezählt.
- Bistum Fulda: Der Fuldaer Eigenteil beginnt mit Informationen zur Geschichte des Bistums, des Fuldaer Doms und zu den Bistumsheiligen (Nr. 700–702). Die folgenden Gesänge umfassen die Nummern 710 bis 881 und folgen dem Aufbau des Stammteils. Allein 14 dieser Lieder stammen aus dem Fuldaer Diözesangesangbuch von Augustinus Erthel OSB (1778), darunter das auch in anderen Diözesen beliebte Weihnachtslied Auf, Christen, singt festliche Lieder. Teil III bietet verschiedene Formen der Tagzeitenliturgie zu den Bistumspatronen Bonifatius und Elisabeth (Nr. 950–959). Im abschließenden Teil sind diverse Gebete zusammengestellt (Nr. 960–963).
- Erzbistum Köln: Der Eigenteil des Erzbistums Köln bietet einleitend (Nr. 701–705) Informationen über die Bistumsgeschichte und das Leben Kölner Heiliger und Seliger, den liturgischen Kalender der diözesanen Eigenfeiern und geistliche Texte aus der Tradition des Erzbistums. Die Gesänge umfassen die Nummern 706 bis 873. Im abschließenden Teil III (874–880) sind Gebete für Andachten und Wallfahrten sowie die Leseordnung für die Sonn- und Feiertage abgedruckt.
- Bistum Limburg: Der Regionalteil besteht aus einer kurzen Bistumsgeschichte (Nr. 700), einem Abschnitt Psalmen und Gesänge (Nr. 701–893), sowie einem Abschnitt mit einer Litanei zu Heiligen des Bistums, Gebeten und weiteren Texten zum Verständnis liturgischer Grundbegriffe (Nr. 900–905)
- Bistum Mainz
- Erzbistum München und Freising: Eingangs erhält man Informationen zur Geschichte des Erzbistums, zu den wichtigsten Wallfahrtsorten und den Heiligen der Diözese sowie zu bestimmten Liturgieformen (Nr. 701–709). Es folgt der Hauptteil mit verschiedenartigen Gesängen (Nr. 710–889), den Abschluss bildet die Bayernhymne (Nr. 889). Zum Schluss findet man noch Texte für bestimmte gottesdienstliche Feiern und Andachten (Nr. 890–897) sowie einen Heiligen- und Namenstagskalender (Nr. 898).[6]
- Bistum Münster: Eingangs werden Selige und Heilige des Bistums vorgestellt; dann folgt ein Kalender der Namenstage. Sodann werden Wallfahrtsorte im Bistum aufgeführt, dazu Pilgergebete. Die Lieder und Gesänge umfassen die Nummern 710 bis 879; sie sind gegliedert nach Tag, Woche und Jahr. Es folgen Lieder zum Leben in Gott, in der Welt und in der Kirche. Den Abschluss bildet eine Vesper zum Fest des heiligen Liudger, des Bistumgründers.
- Erzbistum Paderborn
- Bistum Passau
- Bistum Regensburg: Der Regensburger Eigenteil beginnt mit Informationen zur Geschichte des Bistums (Nr. 700). Es folgen Gebete für das persönliche Beten und das Beten in der Gemeinschaft (Nr. 701–707). Die Gesänge und Litaneien umfassen die Nummern 708 bis 926; der Aufbau dieses Abschnitts entspricht dem des Stammteils. Hier findet man auch die Bayernhymne (Nr. 842), die in Altbayern gerne als Dank- oder Schlussgesang bei Festgottesdiensten verwendet wird. Im abschließenden Teil (Nr. 927–939) finden sich Texte für die Tagzeitenliturgie, für verschiedene Andachten und für Wallfahrten.
- Bistum Speyer
- Bistum Trier
- Bistum Würzburg: Der Würzburger Eigenteil beginnt mit Informationen zur Geschichte des Bistums (Nr. 700). Es folgenden Texte für Andachten (Nr. 701–702) und Gesänge (Nr. 704–901).
- Österreich: Die neun österreichischen Diözesen haben einen gemeinsamen Regionalteil. Aufgenommen wurden mit Rücksicht auf die in Österreich lebenden Minderheiten auch einige ungarische, slowenische und kroatische Lieder.[7] Siehe auch Liste der Gesänge im Gotteslob-Eigenteil der Diözesen Österreichs. Die Diözese Eisenstadt veröffentlichte 2016 einen zusätzlichen Eigenteil.[8]
- Bistum Bozen-Brixen: Enthalten sind auch einige italienische und ladinische Lieder.
- Bistum Lüttich: Der Lütticher Eigenteil wurde in Kooperation mit dem Bistum Aachen erstellt und unterscheidet sich von diesem durch die Geschichte des Bistums, die Eigenfeiern und einige Gebete.[5]

### Gotteslob in Leichter Sprache
Im Mai 2021 erschien das Gotteslob in Leichter Sprache unter dem Titel Gemeinsam bunt – leichtes Gotteslob. LeiGoLo. Es enthält über 200 Lieder mit Texten in Leichter Sprache. Entstanden ist es in einer Kooperation der Referats Seelsorge für Menschen mit Behinderungen in den Bistümern Limburg und Münster und dem Referat Musik und Jugendkultur im Bistum Münster und erschien im Robert Haas Musikverlag in Kempten.

## Sprache und Musik
Mehrere Gesänge und Gebete sind in deutscher wie in lateinischer Sprache aufgenommen, so der Psalm 117 (116) (Nr. 65), das Magnifikat (Nr. 631), das Lied Adeste fideles (Nr. 241/242) oder der Hymnus Veni creator spiritus (Nr. 341/342). Mehrere Reihen von Ordinariumsgesängen in gregorianischem Choral (Choralmessen, Nr. 104–125) erscheinen in lateinischer bzw. griechischer Fassung (Kyrie), ebenfalls die marianischen Antiphonen, ein Osterkanon wie Surrexit Dominus vere (Nr. 321), die Ostersequenz Victimae paschali laudes (Nr. 320), die Pfingstsequenz Veni Sancte Spiritus, Letztere als Choral und in der Fassung von Taizé (Nr. 343–345), und weitere Taizégesänge und Antiphonen.
Zur heiligen Messe sind die Texte des Ordinariums zweispaltig in Deutsch und Lateinisch enthalten (582–591), einschließlich des zweiten Hochgebets, das vollständig zweisprachig abgedruckt ist.
Mit Jesus Christ, you are my life (Nr. 362) ist erstmals ein englischsprachiges Lied aufgenommen (in den Strophen auch in italienischer und spanischer Version). In größerer Anzahl als im bisherigen Gotteslob finden sich auch mehrstimmige (meist vierstimmige) Lieder. Das neue Gotteslob enthält Gesänge jüdischer, orthodoxer und anglikanischer Tradition. Bei einer Buchpräsentation in Berlin betonte Rainer Kardinal Woelki den hohen Stellenwert protestantischen Liedgutes: ohne Martin Luther und die Reformation gäbe es heute kein Gotteslob, weil mit der Reformation die vom Volk gesungenen geistlichen Lieder Teil der Liturgie geworden seien.
Mehrere bekannte Lieder wie Deinem Heiland, deinem Lehrer oder Wunderschön prächtige stehen nicht im Stammteil, sondern in den jeweiligen Diözesanausgaben oder Regionalteilen, da diese gern gesungenen Lieder in der Melodie und teilweise auch in der Textfassung regional variieren.

## Gestaltung und Herstellung
Der Stammteil umfasst 960 Seiten, die diözesanen Eigenteile zwischen 240 und 340 Seiten. Für den Stammteil liegen die Rechte bei der Katholischen Bibelanstalt GmbH in Stuttgart. Gestaltung und Satz erfolgten durch Matthias Bumiller und Finken & Bumiller in Stuttgart. Den Notensatz besorgte Nikolaus Veeser (Schallstadt). Daneben enthält das Gotteslob vierfarbige Darstellungen aus der bildenden Kunst. Das Buch hat die Maße 11,2 cm × 17,0 cm, die Großdruck-Ausgabe die Maße 13,2 cm × 19,8 cm. 2016 erschien zusätzlich für einige Bistümer eine Taschenausgabe in unterschiedlichen Einbandvarianten, teils mit Reißverschluss in den Maßen 9 cm × 13,7 cm.
19 Zeichnungen und das Titellogo als Symbol für die göttliche Dreifaltigkeit stammen von der Kölner Künstlerin Monika Bartholomé. Die Zeichnung misst im Original 24 cm × 32 cm und deutet in abstrakter Weise ein Dreieck an, ein Symbol der Dreifaltigkeit. Die Bistümer Paderborn und Limburg sowie teilweise Eichstätt und Regensburg wählten statt des Logos ein Kreuz für die Vorderseite des Umschlags.
Die Gesamtherstellung obliegt der Druckerei C. H. Beck in Nördlingen. Verantwortlich für die Ausgaben der einzelnen Bistümer sind mehrere Verlage. Die Gesamtauflage beläuft sich auf rund 4 Millionen Exemplare.

## Einführung und Auslieferung
Anlässlich der Einführung wurde am ersten Adventssonntag, dem 1. Dezember 2013, ein ZDF-Fernsehgottesdienst aus dem Freiburger Münster übertragen. Der Vorsitzende der Deutschen Bischofskonferenz, Erzbischof Robert Zollitsch, spielte in seiner Predigt zum Thema „Etwas Neues mit Warten beginnen“ auf die zehnjährige Vorbereitungszeit und die verzögerte Einführung des neuen Gebet- und Gesangbuchs an.
Weil es während des Drucks zu Unstimmigkeiten zwischen der Druckerei und den Bistümern über die Papierqualität eines erheblichen Teils der Auflage gekommen war, musste ein Teil der Auflage (2,14 Millionen Exemplare) neu gedruckt werden. Das Papier war zu dünn, sodass andere Seiten durchschienen und das Lesen erheblich erschwert worden wäre. Die Auslieferung des Gotteslobs verzögerte sich dadurch in der Mehrzahl der Bistümer zum Teil bis weit in das Jahr 2014.
Zum 1. Advent 2013 wurden die Ausgaben Region Nord (Erzbistum Hamburg, Bistum Hildesheim, Bistum Osnabrück), Bistum Aachen, Bistum Essen, Bistum Fulda, Bistum Münster, Bistum Rottenburg-Stuttgart und Bistum Würzburg vollständig ausgeliefert. Mitte Dezember 2013 folgten die Diözesanausgabe für das Bistum Passau und die Ausgabe für Österreich, im Januar 2014 die für das Erzbistum Freiburg. Im Erzbistum Köln wurde das Gotteslob am 23. Februar 2014 eingeführt, in der Region Ost (Erzbistum Berlin, Bistum Dresden-Meißen, Bistum Erfurt, Bistum Görlitz und Bistum Magdeburg) am Sonntag Laetare, dem 30. März. Bis Juli 2014 war das Gotteslob in allen Bistümern erhältlich und zumeist in allen Pfarrgemeinden eingeführt. Eine offizielle feierliche Einführung hielten das Bistum Trier am 27./28. September 2014 mit einem Kirchenmusikfest und das Erzbistum Bamberg in einer Pontifikalvesper, ebenfalls am 28. September 2014. Im Bistum Mainz war der Tag der offiziellen Einführung der 1. November 2014.
Auch nach Auslieferung der Erstauflage kam es im Sommer 2014 in mehreren Diözesen zu Lieferschwierigkeiten bei Nachbestellungen. Ebenfalls verzögerte sich die Auslieferung der Großdruckausgaben aller Diözesen. Die Orgelbücher zum Gotteslob-Stammteil waren bald vergriffen; eine Nachauflage erschien Anfang 2015. Die Orgelbücher für mehrere Regionalteile stehen noch aus.

## Begleitpublikationen
Für die Arbeit mit dem neuen Gotteslob gibt es Begleitpublikationen für haupt- und nebenamtliche Kirchenmusiker, Organisten, Kantoren sowie für Chöre.
Kirchenmusikalische und liturgische Bücher:
- Orgelbuch zum Gotteslob. Stammteil: Katholisches Bibelwerk, Stuttgart 2014, Diözesanteil: herausgegeben von den jeweiligen Bistümern.
- Das Orgelbuch der Domorganisten. Bärenreiter-Verlag, Kassel 2014.
- Thomas Gabriel: Klavierbuch zum Gotteslob. Katholisches Bibelwerk, Stuttgart 2014.
- Kantorenbuch zum Gotteslob. Münchener Kantorale. Verlag Sankt Michaelsbund, München 2014.
- Walter Hirt: Antwortpsalmen und Rufe vor dem Evangelium. Bonifatus-Verlag, Paderborn 2013, ISBN 978-3-89710-550-8.
- Richard Mailänder: Chorbuch Gotteslob. Carus Verlag, Stuttgart 2013.
- Bläserbuch zum Gotteslob. Im Auftrag der AgÄR, Bärenreiter, Kassel 2014.
- Amt für Kirchenmusik der Erzdiözese Freiburg (Hrsg.): Freiburger Kantorenbuch zum Gotteslob. Carus Verlag, Stuttgart 2013, ISBN 978-3-89948-195-2 (Einrichtung: Michael Meuser. Enthält die Psalmen aus dem Münsterschwarzacher Psalter.)

Arbeitshilfen:
- Auf der Website des Deutschen Liturgischen Institutes in Trier wird das sogenannte Lied des Monats, eine Liedexegese von Meinrad Walter, angeboten.
- Die Zeitschrift Musica sacra, Regensburg, führt eine hymnologische Reihe zu neuen und alten Liedern des Gotteslobs (Alexander Zerfaß und Siri Fuhrmann) mit einer Chor-Notenbeigabe zu den besprochenen Gesängen, neu komponiert von beauftragten Kirchenmusik-Komponisten.
- Werkbuch zum Gotteslob.
- Thomas Schumacher: Liedauswahl nach Themen leicht gemacht. Konkordanz zum GOTTESLOB und Liedvorschläge für jeden Sonntag in 500 Stichworten. Pneuma-Verlag, München 2013, ISBN 978-3-942013-20-8.
- Kurt Grahl: SCHOTT Liedvorschläge aus dem Gotteslob. Für die Sonn- und Feiertage Lesejahre A/B/C. Verlag Herder, Freiburg 2017, ISBN 978-3-451-37700-6 (320 Seiten).
- Kurt Grahl: SCHOTT Liedvorschläge aus dem Gotteslob. Für Wochentage, Gedenktage der Heiligen und besondere Anlässe. Verlag Herder, Freiburg 2017, ISBN 978-3-451-38800-2 (520 Seiten).
- Meinrad Walter: Sing, bet und geh auf Gottes Wegen. 40 neue und bekannte Lieder erschlossen. Herder, Freiburg 2013, ISBN 978-3-451-31160-4.
- Seelsorgeamt Passau (Hrsg.): Singt dem Herrn ein neues Lied. Neue Lieder im Passauer Eigenteil des neuen Gotteslobs. Mit 11 hymnologischen Beiträgen von Barbara Stühlmeyer (Buch und CD). Passau 2013, ISBN 978-3-9813094-7-8.
- Friedrich Lurz: Einführung in das neue Gotteslob. Butzon & Bercker, Kevelaer 2014, ISBN 978-3-7666-1838-2, urn:nbn:de:101:1-201404145914.
- Der Carus-Verlag bietet Konkordanzen zu Stammteil und allen Regionalteilen von Gotteslob 1975 und Gotteslob 2013.[22]

## Entstehung

### Entwicklung eines gemeinsamen Gebet- und Gesangbuchs
Überlegungen zur Erstellung eines einheitlichen allgemeinen Kirchengesangbuchs, das die Gesangbücher der einzelnen Diözesen ablösen sollte, gab es bereits im 19. Jahrhundert. Die Möglichkeit, unmittelbar nach dem Zweiten Weltkrieg, als in zahlreichen Diözesen Neuherausgaben nötig wurden, ein solches Buch zu schaffen, konnte nicht umgesetzt werden. Das Zweite Vatikanische Konzil und seine Liturgiereform war dann ein wichtiger Auslöser für die Entstehung eines gemeinsamen deutschsprachigen Gebet- und Gesangbuchs, das 1975 erschien und Gotteslob genannt wurde.

### Anstoß zur Neubearbeitung
Mit dem Entschluss zur Herausgabe eines erneuerten Gebet- und Gesangbuchs 2002 kamen die Bischofskonferenzen den Wünschen nach einer inhaltlichen wie pastoralen Aktualisierung des Buches nach, die in den Pfarrgemeinden aller Diözesen geäußert worden waren:
- Seit der Einführung des Gotteslobs 1975 hatte sich im kirchlichen Leben viel geändert. Anfang der 1990er-Jahre war der Stammteil des Gotteslobs bereits geringfügig überarbeitet worden, vor allem mit dem Ziel, dass sich beide Geschlechter sprachlich gleichberechtigt in den Liedtexten wiederfinden konnten. Auch verschiedene Diözesen hatten ihre Anhänge zwischenzeitlich erweitert.
- Die Veränderungen der letzten Jahrzehnte in den Bereichen Umwelt, Gesellschaft und Sprachkultur machten eine Überarbeitung des Gotteslobs erforderlich.[23]
- Sogenannte neue geistliche Lieder waren, obwohl viele Lieder aus der Entstehungszeit des Gotteslobes stammen, praktisch nicht im Stammteil des Gotteslobs zu finden.
- Eine Anzahl von Liedern, vor allem aus dem 19. Jahrhundert, waren aus den alten Diözesangesangbüchern nicht ins Gotteslob übernommen worden, sind aber sehr beliebt und werden nach wie vor gern gesungen.
- Die Ordinariumsgesänge (Kyrie, Gloria, Credo, Sanctus und Agnus Dei) im Gotteslob, die den Text der Liturgie verwenden, erwiesen sich bis auf Ausnahmen als weniger gut singbar und waren deshalb schlecht angenommen worden, weshalb fast ausschließlich Liedparaphrasen verwendet wurden. Es war der erklärte Wunsch, es sollten mehr singbare Ordinariumsgesänge mit dem wörtlichen Ordinariumstext zur Verfügung stehen.
- Daneben galt es auch, den Gebets- und Andachtsteil zu überarbeiten und an die inzwischen erschienenen Neuausgaben der liturgischen Bücher anzupassen.

### Arbeitsweise
Zur Realisierung der Neuausgabe wurde eine Unterkommission der deutschen und der österreichischen Bischofskonferenz gegründet, die die Leitung des Projekts innehatte. Die Geschäftsführung lag beim Deutschen Liturgischen Institut in Trier. Die „Unterkommission Gemeinsames Gebet- und Gesangbuch“ der Liturgiekommission der Deutschen Bischofskonferenz konstituierte sich unter Vorsitz von Bischof Friedhelm Hofmann am 6. April 2002.
Es gab zehn Arbeitsgruppen in drei Bereichen. Für den Bereich Gesänge gab es vier Gruppen: Lieder, Nichtliedmäßige Gesänge/Gregorianik, Psalmodien, musikalische Begleitpublikationen. Für den Bereich Text gab es drei Gruppen: Gebete, Katechetische Texte, Bilder und Bildtexte. Für den Bereich Liturgie gab es drei Gruppen: Heilige Messe bzw. Ordo missae (Messordnung), andere sakramentliche Feiern, weitere gottesdienstliche Feiern.

### Projektfortschritt

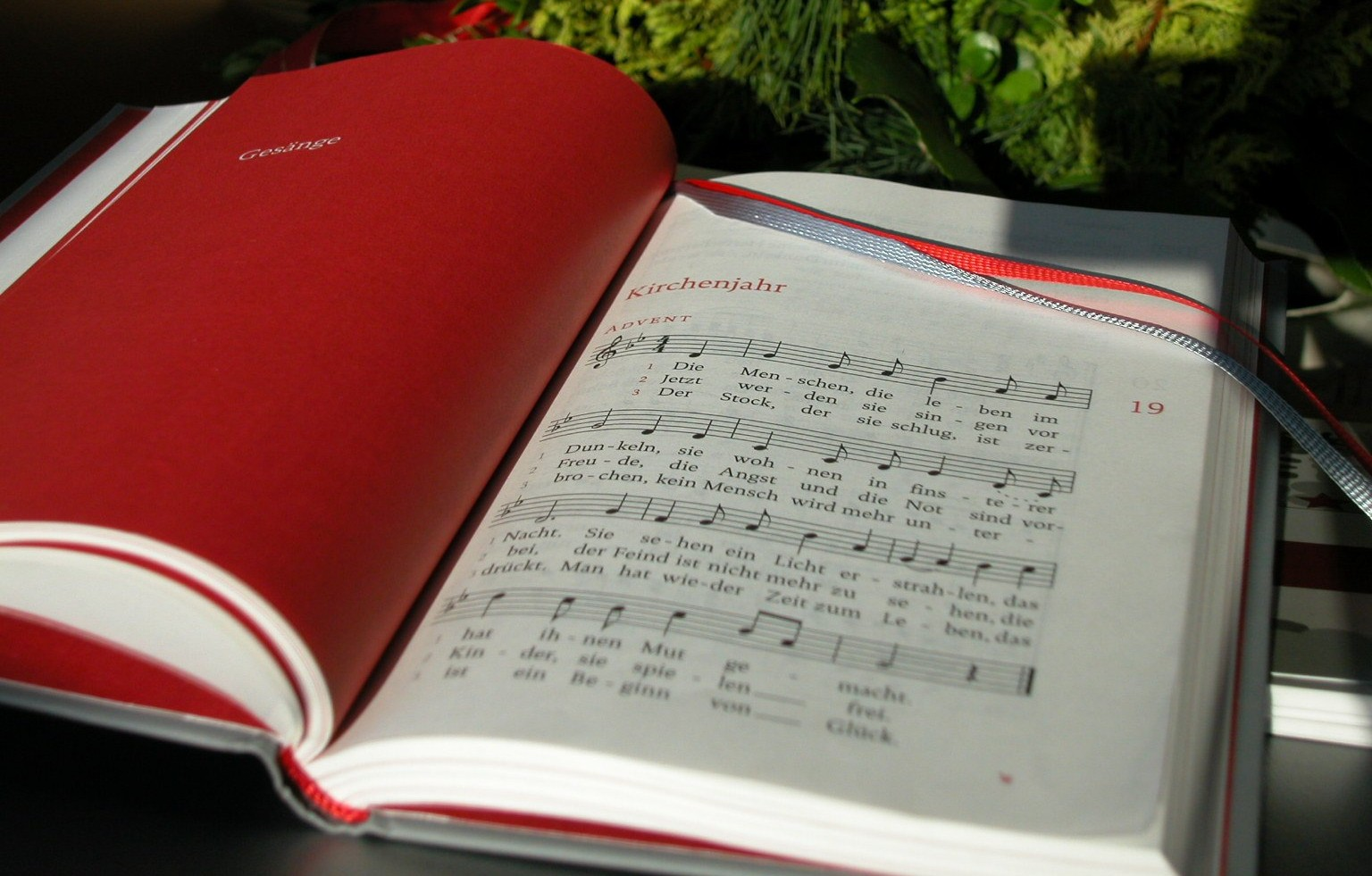
Gemeinsames Gebet- und Gesangbuch: Probepublikation 2007

Für das Gotteslob von 1975 fand eine Akzeptanzerhebung mit Fragebögen in rund 15 % aller Pfarreien der betroffenen Bistümer statt. Die Arbeitsgruppen hatten im Mai 2004 die Arbeit aufgenommen. Die konzeptionelle Arbeit für eine Probepublikation begann im Oktober 2005. Es wurde beschlossen, dass das Gemeinsame Gebet- und Gesangbuch (GGB) wie das Gotteslob von 1975 in einen Stammteil und einen Diözesananhang aufgeteilt würde. 2006 wurde mit den Arbeiten zum dazugehörigen Orgelbuch begonnen. Es wurde festgelegt, dass das GGB wieder den Namen Gotteslob tragen soll.
Vom ersten Advent 2007 bis Pfingsten 2008 wurde eine Probepublikation des neuen Gotteslobs in ausgewählten Gemeinden getestet. Dabei hatte jeder Diözesanbeauftragte die Gelegenheit, drei bis sechs Gemeinden seines Bistums zur Erprobung vorzuschlagen. Insgesamt nahmen 188 Gemeinden an dem Test teil.
Im Herbst 2011 wurden die Texte durch den federführenden Bischof Friedhelm Hofmann der Kongregation für den Gottesdienst und die Sakramentenordnung in der Kurie zur Rekognoszierung übergeben, die deutsche Bischofskonferenz approbierte die Texte bei ihrer Frühjahrs-Vollversammlung 2012. Bischof Hofmann kündigte das Erscheinen des Gotteslobs zum ersten Advent 2013 an. Der Andruck der Neuausgabe begann am 31. Januar 2013.

## Namensgleichheiten
- 1938, 1939 und 1942 brachte der Christophorus-Verlag unter dem Titel Gotteslob eine kombinierte, aber sonst unveränderte Ausgabe des 1928 erstmals erschienenen, verbreiteten Heftes Kirchengebet (S. 1–67) und der Notenausgabe der 1938 erschienenen Liedersammlung Kirchenlied. Eine Auslese geistlicher Lieder (S. 85–254) heraus, ergänzt um ein Choralamt (S. 69–84).[26]
- Für das 1951 bei Fromm, Butzon & Bercker in Kevelaer erschienene Gesangbuch und Gebetbuch für das Bistum Osnabrück sowie das Bistum Eichstätt wurde ebenfalls der Titel Gotteslob gewählt, wie schon zuvor für das 1946 im Verlag Felizian Rauch erschienene Gebet- und Gesangbuch der Apostolischen Administratur Innsbruck. Das 1964 im Pfeiffer-Verlag in München erschienene Gebet- und Gesangbuch für die deutschsprachigen Regionen der Diözesen Trient und Bozen-Brixen hieß Unser Gotteslob.